# Espacio marino de Orpesa y Benicàssim
Espacio marino de Orpesa y Benicàssim este o arie protejată (sit de importanță comunitară — SCI, arie de protecție specială avifaunistică — SPA) din Spania întinsă pe o suprafață de 1.317,55 ha, integral marine.

## Localizare
Centrul sitului Espacio marino de Orpesa y Benicàssim este situat la coordonatele 40°02′37″N 0°05′29″E / 40.0437°N 0.0913°E.

## Înființare
Situl Espacio marino de Orpesa y Benicàssim a fost declarat arie de protecție specială avifaunistică în iunie 2009 pentru a proteja 6 specii de animale. Situl a fost protejat și ca sit de importanță comunitară în iulie 2001.

## Biodiversitate
Situată în ecoregiunile marină mediteraneană și mediteraneană, aria protejată conține 2 habitate naturale: Recifuri, Straturi cu Posidonia (Posidonion oceanicae).
La baza desemnării sitului se află mai multe specii protejate de  păsări (6): Larus audouinii, pescăruș-cu-cap-negru (Larus melanocephalus), Phalacrocorax aristotelis desmarestii, Puffinus mauretanicus, chiră de baltă (Sterna hirundo), chiră de mare (Thalasseus sandvicensis)
Pe lângă speciile protejate, pe teritoriul sitului au mai fost identificate 1 specie de nevertebrate.